# Milton Pereira da Cruz
Milton Pereira da Cruz (Juramento, 17 de novembro de 1949) é um biólogo e político brasileiro do estado de Minas Gerais.
Milton Cruz foi vereador em Montes Claros e deputado estadual constituinte de Minas Gerais na 11ª legislatura (1987-1991), pelo PTB.